# 大蓮寺 (浦安市)
大蓮寺（だいれんじ）は、千葉県浦安市にある浄土宗の寺院。

## 歴史
1544年（天文13年）、覚誉存栄によって開山された。覚誉存栄が浦安に訪れた際、町外れの小堂に、行基が彫ったと伝えられる勢至菩薩像が安置されているのを見て、自分が居た小田原の大蓮寺と同じ名称の寺を創建した。
当寺から増上寺第39世法主となる学誉冏鑑を輩出している。
当寺の門は、福岡藩江戸藩邸の門を移築したものである。

## 久助稲荷
境内には、「久助稲荷」と呼ばれる神社がある。学誉冏鑑が増上寺法主だった頃、夢の中に当寺の使用人だった久助が現れ、「大蓮寺の稲荷が荒れているので直してほしい」と頼みごとをした。学誉冏鑑は了承して、当寺に問い合わせたところ、久助はかなり以前に亡くなっていたことが判明した。この久助の志を汲み、修築費用を出して、この稲荷を「久助稲荷」と呼ぶようになった。

## 文化財
- 大塚亮平顕彰碑（浦安市指定有形文化財 昭和55年9月17日指定）[4]

## 交通アクセス
- 浦安駅より徒歩5分。